# Дакийски език
Дакийският език е бил индоевропейски език, говорен от древните даки — племена, родствени на тракийските.
Макар че почти няма писмени паметници на дакийски, можем да научим нещо за него от топонимиката, от имената на дакийски царе, от запазения (в румънски) субстрат и от сравнение със сродни езици.
Принципно се счита, че дакийският език е родствен на тракийския, като някои учени го определят просто като северен тракийски диалект.
Маргинално твърдение (поддържано от румънски езиковеди) предполага, че дакийският е бил сходен с латинския, с което се обяснява и бързата романизация на даките, след завземането на земите им от Рим.
Съвременният румънски език съдържа близо 200 думи с неясен произход (като brânză (брънзъ) — сирене, veveriţă (веверицъ) — катерица. Веверица е „катерица“ на новогръцки, сръбски и др.), някои от които притежават сходни съответствия в албанския. В тази връзка понякога се предполага и родство на дакийския с илирийския език.